# Typha elephantina
Typha elephantina är en kaveldunsväxtart som beskrevs av William Roxburgh. 
Typha elephantina ingår i släktet kaveldun och familjen kaveldunsväxter. IUCN kategoriserar arten globalt som livskraftig. Inga underarter finns listade i Catalogue of Life.